# Neha Sharma
Neha Sharma (Bhagalpur, Bihar, 21 de noviembre de 1987) es una actriz, cantante y modelo india. Inició su carrera en la actuación en 2007 en la película Chirutha. A partir de entonces ha participado en producciones cinematográficas en los idiomas telugu, hindi, malabar y tamil.

## Biografía

### Primeros años
Sharma nació el 21 de noviembre de 1987 en Bhagalpur, Bihar. Su padre Ajit Sharma es un hombre de negocios y político indio. Neha ha confesado que en su infancia fue asmática y físicamente muy débil, y que logró superar el asma gracias a la bendición de una familia de Hyderabad. Nativa de Bihar, Sharma estudió en la escuela Mount Carmel en Bhagalpur y cursó estudios de diseño de modas en Nueva Delhi.

### Carrera
Su primer papel en el cine telugu ocurrió en la película Chirutha, estrenada en 2007. Su primera cinta hindi fue Crook de Mohit Suri, estrenada en 2010. Filmada principalmente en Australia y Sudáfrica, esta película se basa en la controversia sobre los supuestos ataques raciales contra estudiantes indios en Australia entre 2007 y 2010. Dos años después interpretó el papel de Meera en la cinta Teri Meri Kahaani de Kunal Kohli y a Simran en el filme Kyaa Super Kool Hain Hum. En 2013 tuvo dos participaciones en el cine en idioma hindi, interpretando a Simran en Jayantabhai Ki Luv Story y a Suman Khanna en Yamla Pagla Deewana 2. En 2014 apareció nuevamente en el cine de Bollywood en la cinta dramática Youngistaan del director Syed Ahmad Afzal.
Tras un año de descanso, reapareció en el cine hindi en 2016 en las películas Da Tang Xuan Zang, Kriti y Tum Bin 2. Un año después interpretó a Nafisa en Mubarakan y a Akshara en Solo, su debut en el cine malabar. En 2018 fue anunciada su participación en la cinta Hera Pheri 3, una comedia dirigida por Ahmed Khan e Indra Kumar.

## Plano personal
La actriz disfruta de cocinar, escuchar música y bailar. Sharma practica una forma de danza clásica india llamada
Kathak. También practica otros bailes como el hip hop, la salsa, el merengue, el jive y el jazz. Considera a Kate Moss como una gran inspiración. Es hermana de Aisha Sharma, también actriz, nacida el 24 de enero de 1989. Aisha tiene una participación incipiente en el cine indio, registrándose su primera aparición en la película Satyameva Jayate en 2018.

## Filmografía
| Año  | Título                     | Papel          | Idioma          | Notas              |
| ---- | -------------------------- | -------------- | --------------- | ------------------ |
| 2007 | Chirutha                   | Sanjna         | Telugu          | Debut en telugu    |
| 2009 | Kurradu                    | Hema           | Telugu          |                    |
| 2010 | Crook: It's Good To Be Bad | Suhani         | Hindi           | Debut en hindi     |
| 2012 | Teri Meri Kahaani          | Meera          | Hindi           | Cameo              |
| 2012 | Kyaa Super Kool Hain Hum   | Simran         | Hindi           |                    |
| 2013 | Jayantabhai Ki Luv Story   | Simran         | Hindi           |                    |
| 2013 | Yamla Pagla Deewana 2      | Suman Khanna   | Hindi           |                    |
| 2014 | Youngistaan                | Anwita Chauhan | Hindi           |                    |
| 2016 | Kriti                      | Kriti          | Hindi           | Cortometraje       |
| 2016 | Xuanzang                   |                | Hindi, Mandarín |                    |
| 2016 | Tum Bin II                 | Taran          | Hindi           |                    |
| 2017 | Mubarakan                  |                | Hindi           | Aparición especial |
| 2017 | Solo                       | Akshara        | Malabar         |                    |
| 2017 | Solo                       | Bhama          | Tamil           |                    |
| 2018 | Hera Pheri 3               |                | Hindi           | En filmación       |